# Хаусхофер, Макс
Максимилиан Йозеф Хаусхофер (нем. Max (Maximilian Joseph) Haushofer; 12 сентября 1811, Мюнхен — 24 августа 1866, Штарнберг) — немецкий художник-пейзажист, профессор живописи в пражской Академии изобразительных искусств.

## Жизнь и творчество
М.Хаусхофер родился в семье придворного учителя, при дворе баварского короля Максимилиана I Иосифа. Вначале, согласно пожеланию отца, изучал право, однако уже в юные годы серьёзно занялся живописью. В 1828 году, вместе с несколькими друзьями, Хаусхофер отправляется на озеро Кимзе, где самоучкой пытается постичь законы рисования. В том же году был закрыт класс пейзажа при венской Художественной академии, и те, кто желал учиться этому направлению живописи, вынуждены были подыскивать себе учителей приватно. М.Хаусхофер обучается сперва у художника Й. А. Зедльмайра, затеи — у К. Ф. Хейнцмана. В 1832 году художник открывает для себя красоты озера Кёнигсзе, а в 1835 — озера Штарнбергер-Зе, вдохновлявших его на творчество. Для расширения своего кругозора М.Хаусхофер в 1836 и в 1837 годах совершает путешествия по Италии. Полотна его впервые были выставлены в мае 1833 года в мюнхенском Союзе художников. В 1843 состоялась первая выставка Хаусхофера в Праге.
В 1845 году Хаусхофер, по предложению своего шурина, профессора искусств и ректора пражской Академии Христиана Рубена, поступает преподавателем класса пейзажной живописи в Академию, где остаётся до 1866 года, когда класс пейзажа в пражской Академии был закрыт. Подготовил большое количество талантливых учеников, продолживших традиции класса Хаусхофера после восстановления пейзажного класса в Академии в 1887 году. За несколько месяцев до своей смерти художник возвращается на родину, в Баварию.